# 聖卡洛斯區 (邦加拉省)
5°52′00″S 77°52′59″W / 5.86667°S 77.88306°W
聖卡洛斯區（西班牙語：Distrito de San Carlos），是秘魯的一個區，位於該國北部亞馬遜大區的邦加拉省，面積100.8平方公里，海拔高度1,955米，2005年人口402，人口密度每平方公里4人。